# Ljuben Popov
Liouben ou Ljuben Popov est un joueur d'échecs bulgare né le 28 janvier 1936 à Pazardjik, champion de Bulgarie en 1970 et vainqueur du tournoi d'échecs de Reggio Emilia 1973-1974.

## Biographie et carrière
En 1959, remporta l'olympiade universitaire (championnat du monde par équipes de moins de 26 ans) avec l'équipe de Bulgarie devant L'URSS.
Maître international en 1966, Ljuben Popov remporta le championnat de Bulgarie d'échecs en 1970,.
Ljuben Popov a représenté la Bulgarie lors de sept olympiades de 1962 à 1982, marquant 33 points en 56 parties. En 1974, il marqua 7,5 points sur 11 au quatrième échiquier, battit le grand maître international Albin Planinc et la Bulgarie finit quatrième de la compétition.
Il participa trois fois à la phase finale du championnat d'Europe d'échecs des nations : en 1970 (il jouait au quatrième échiquier), en 1977 (médaille de bronze individuelle) et 1980 avec 5 points marqués sur 7 au huitième échiquier (performance Elo de 2 637 points) et une médaille d'or individuelle.
Ljuben Popov finit premier du tournoi d'échecs de Reggio Emilia en 1972-1973, ex æquo avec  Levente Lengyel (vainqueur au départage) et Eugenio Torre. L'année suivante il remporte le tournoi de Plovdiv , puis le tournoi de Reggio Emilia 1973-1974 au départage devant Gyula Sax et Jürgen Dueball. Il finit deuxième du groupe B du tournoi de Wijk aan Zee en 1974, puis participe au tournoi principal de Wijk aan Zee en 1975.
Il remporte également le tournoi d'Albena en 1977 et celui de Rome (groupe B) en 1981.